# Helicia biformis
Helicia biformis är en tvåhjärtbladig växtart som beskrevs av Herman Otto Sleumer. Helicia biformis ingår i släktet Helicia och familjen Proteaceae. Inga underarter finns listade i Catalogue of Life.